# Latua pubiflora

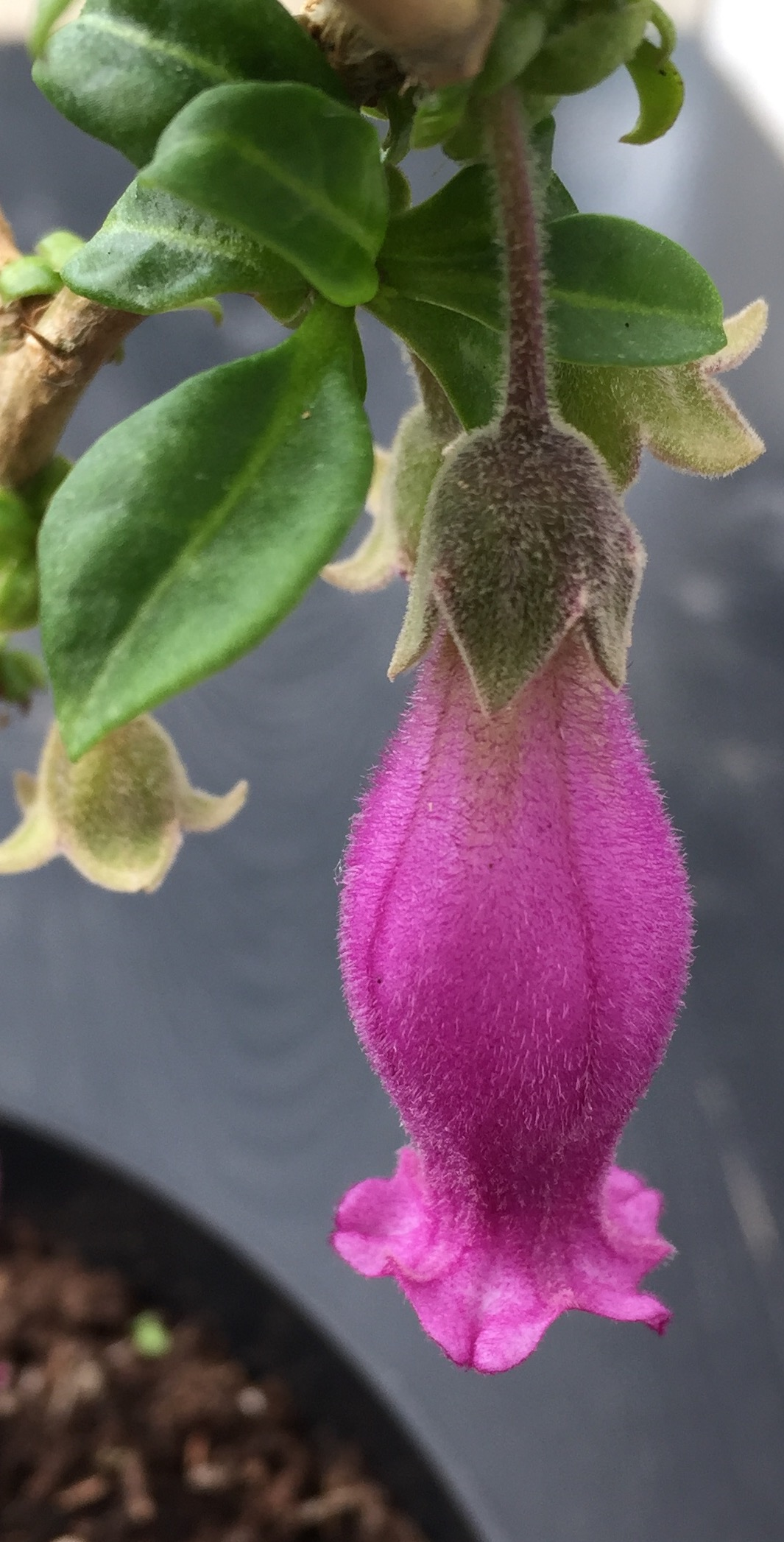
Blüte

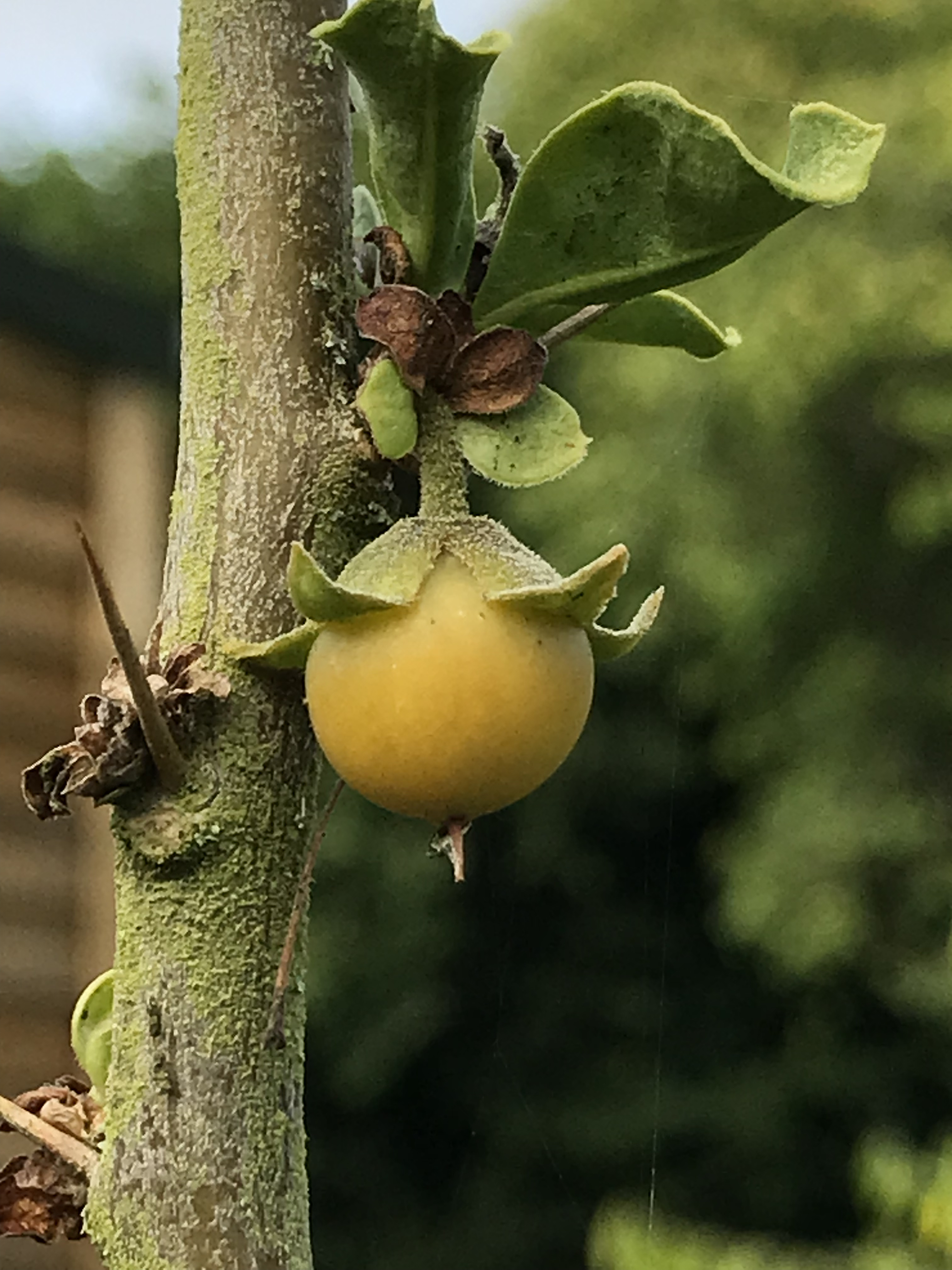
Frucht und ein Dorn

Latua pubiflora (Syn.: Latua venenosa Phil.), auch Baum der Zauberer genannt, ist eine Pflanzenart in der Familie der Nachtschattengewächse (Solanaceae). Es ist die einzige Art der Gattung Latua. Sie ist endemisch in den küstennahen Bergen des südlichen Chile.

## Beschreibung

### Vegetative Merkmale
Latua pubiflora wachsen als 2 bis 10 Meter Wuchshöhe erreichende Sträucher oder kleinere Bäume mit einem oder mehreren Hauptstämmen, die einen Durchmesser von 3 bis 25 cm erreichen können. Die Pflanze ist mit starren, bis zu 2 cm langen Dornen besetzt, die in den Blattachseln stehen. Die etwas raue, dünne und bräunliche Borke ist rissig.
Die wechselständigen oder büscheligen Laubblätter stehen an 2 mm langen, mehr oder weniger behaarten Blattstielen. Die ganzrandigen bis feingesägten Blattspreiten sind behaart bis verkahlend, 3 bis 12 cm lang und 1,5 bis 4 cm lang, elliptisch bis verkehrt-eiförmig oder eiförmig, die Spitze ist spitz bis zugespitzt, die Blattbasis läuft keilförmig zu. Spaltöffnungen sind nur auf der Unterseite unregelmäßig verteilt zu finden. Die Nebenblätter fehlen.

### Blüten
Die Blüten mit doppelter Blütenhülle stehen einzeln an 5 bis 20 mm langen, filzigen Blütenstielen. Diese entspringen den Achseln der Dornen aus einer Hülle aus sich überlappenden Knospenschuppen. Der fünfzählige, glockenförmige und behaarte, grünliche bis violette Kelch ist etwa 8 bis 10 mm lang. Die klappigen, etwa 3 mm langen, spitzen Kelchzipfel sind gleichgeformt und dreieckig. Die magentafarbene bis rote, urnenförmige Krone besitzt eine Länge von 3 bis 4 cm und einen mittleren Durchmesser von etwa 1,5 cm. Die Außenseite ist dicht behaart. Die zurückgelegten, dreilappigen Kronzipfel sind relativ kurz, so breit wie lang oder etwas breiter. Die fünf ungleich langen Staubblätter sind etwa 8 mm von der Kronenbasis mit den Kronblättern verwachsen. Sie stehen leicht über die Kronenröhre hinaus, am unteren Ende sind sie behaart. Die Staubbeutel sind etwa 2 mm lang und an der Basis mit den Staubfäden verwachsen. Die Theken stehen am äußeren Ende voneinander getrennt, diese Trennung reicht über ein Drittel ihrer Gesamtlänge. Die Pollen sind drei- bis vierfaltig, kugelig abgeflacht bis sphärisch und mit 20 bis 21 µm relativ klein. Die zwei oberständigen Fruchtblätter sind jeweils einkammerig, die vielzähligen Samenanlagen sind anatrop (gegenläufig) angeordnet. Der lange schlanke Griffel ist so lang wie das längste Staubblatt. Die kopfige, grüne Narbe ist schwach zweilappig. Es sind kreisförmige Nektarien ausgebildet. Die Blüten werden durch Kolibris bestäubt.

### Früchte und Samen
Die kleinen Früchte sind gelbe bis orange-gelbe, fleischige, eiförmige bis kugelige, glatte, bespitzte Beeren mit einem Durchmesser von etwa 2 cm, an der Frucht ist der Kelch auf eine Länge von 11 bis 16 mm verlängert, die Kelchzipfel stehen nach außen ab. Die vielen feingrubigen Samen sind dunkelbraun bis schwarz und bis etwa 2 mm groß, relativ dickschalig, etwas länger als breit. Im Inneren befindet sich ein gebogener Embryo, dessen Kotyledonen kürzer sind als der restliche Embryo. Das Endosperm ist reichlich ausgebildet.

### Sonstige Merkmale
Die Chromosomenbasiszahl ist {\displaystyle n=9}. Vor allem die Sprosse, Samen und Blätter enthalten verschiedene Tropan-Alkaloide, unter anderem Atropin, Hyoscyamin und kleineren Mengen Scopolamin.

## Verbreitung
Die Art ist endemisch in den küstennahen Bergen des südlichen Chile in Höhenlagen zwischen 300 und 900 m.

## Verwendung
Von den Medizinleuten der Mapuche-Huilliche-Indianer ist bekannt, dass sie die Pflanze als Mittel gegen Übelwollende und Krankheiten verursachende Geister einsetzten. Die Machis genannten Medizinmänner des Stammes nutzten die Pflanze ebenfalls, um sich in tranceartige Zustände zu versetzen, um Offenbarungen zu erhalten. Die Wirkung der Pflanze ähnelt der der Tollkirsche (Atropa): Erweiterung der Pupillen, trockener Mund und spätere Schaumbildung, mentale Verwirrung, Krämpfe, Delirium und Halluzinationen bis hin zu anhaltender Unzurechnungsfähigkeit und Tod.
Bereits aus dem Jahr 1859 ist eine versuchte Verwendung der Latua pubiflora als Zierpflanze nachgewiesen, als Richard Pearce, der für Veitch and Sons arbeitete, Pflanzen dieser Art kultivierte. Über den Verbleib dieser kultivierten Pflanzen gibt es jedoch wenig Nachweise, es wird angenommen, dass sie kurz nach 1900 wieder aus der Kultur verschwand. Neuere Kultivierungsversuche, wie die des International Conifer Conservation Programme im Royal Botanic Garden Edinburgh berichten von Erfolgen, die Pflanze ganzjährig im Freiland zu ziehen.